# Rommelspargel
Rommelspargel war der Begriff für ein von Generalfeldmarschall Erwin Rommel oder seinem Stab entworfenes Luftlandehindernis im Zweiten Weltkrieg.

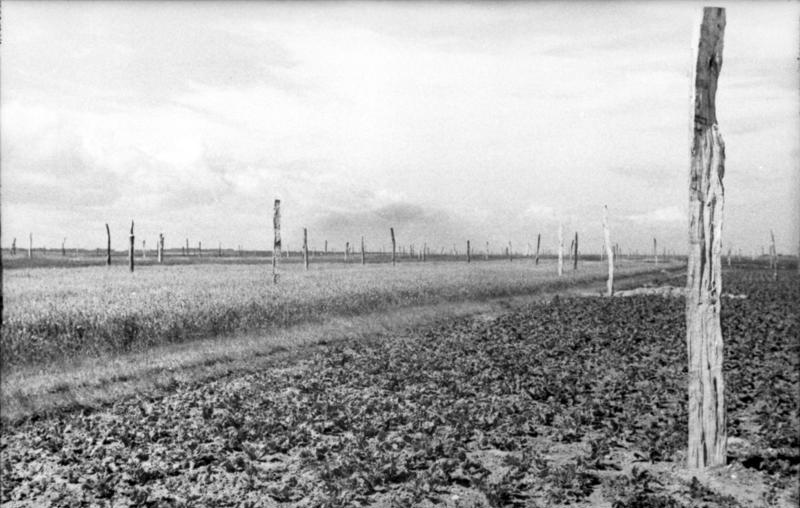
Rommelspargel zur Verhinderung von Landungen von Lastenseglern in Frankreich, 1944

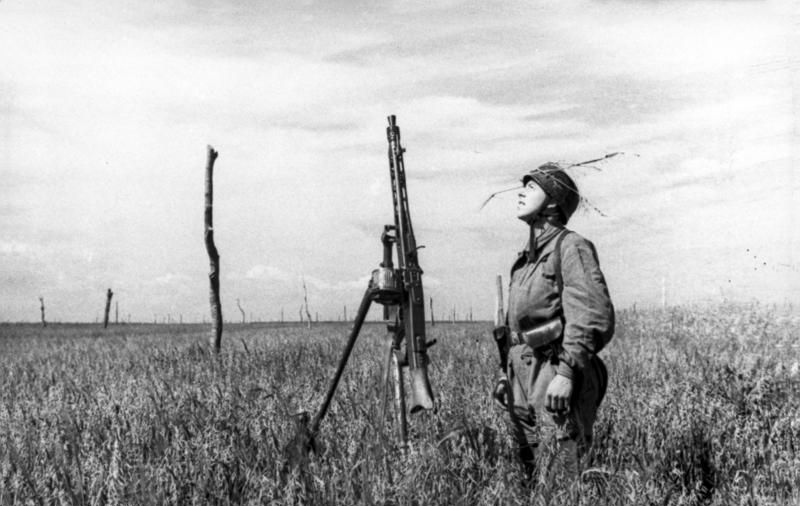
Rommelspargel hinter einem Fallschirmjäger mit MG 42 zur Fliegerabwehr, 1944

## Beschreibung
Bei den verwendeten Holzpfählen handelte es sich um vier bis fünf Meter lange Baumstämme, die im Hinterland des Atlantikwalls auf Feldern und Wiesen sowie an Stränden aufgestellt wurden, um größere Freiflächen für Luftlandungen mit Lastenseglern und von Fallschirmjägern ungeeignet zu machen.

## Geschichte
Generalfeldmarschall Erwin Rommel, der im November 1943 als Oberbefehlshaber die Heeresgruppe B übernahm, hatte damit auch das Kommando über die Verbände im Atlantikwall an der Atlantik- und Kanalküste, von der deutsch-niederländischen Grenze bis an die Loire, inne. Bereits zuvor, als Kommandeur des Deutschen Afrikakorps, hatte er auf dem nordafrikanischen Kriegsschauplatz, die erdrückende, materielle Überlegenheit der Westalliierten und den Kampf unter deren vorherrschender Luftüberlegenheit erlebt.
Hierdurch war er zu der Auffassung gekommen, dass eine Anlandung der Alliierten auf dem europäischen Festland bereits in der Landungsphase um jeden Preis verhindert werden musste. Er ließ deshalb die Befestigungsanlagen überprüfen, wobei er auch öfter persönlich an Inspektionsreisen teilnahm und entschied, dass die Verteidigungsanlagen deutlich schneller und stärker ausgebaut werden müssten.
Man war sich auf deutscher Seite bewusst, dass ein großes Landungsunternehmen durchaus auch Fallschirmtruppen und Lastensegler umfassen könnte und vermutlich würde. Genau gegen diese Art von Angriff waren die in die Luft ragenden Baumstämme, die mit Draht miteinander verbunden waren, gedacht. Sie ragten im gesamten Hinterland der Küste auf freien Flächen in die Höhe wie Spargel, der aus dem Boden schießt. Der Begriff Rommelspargel wurde schnell zu einer geläufigen Bezeichnung.

## Literarische Verwendung
In dem Roman Die Blechtrommel von Günter Grass verwendet Hauptfigur und Ich-Erzähler Oskar Matzerath den Begriff Rommelspargel in einem Gedicht. Matzerath ist am Vorabend der alliierten Landung Mitglied in einer Fronttheatertruppe am Atlantikwall.